# 強塩
強塩（ごうじお、こうしお）は、魚に塩をつける方法の一つで、材料の表面が白くなるくらいまで多めに塩をつけることを指す言葉。薄塩の対義語にあたる。べた塩、あべかわ塩、雪塩などとも言う。

## 使用方法
一般的に、白身魚や切り身などは薄塩、青魚や身の厚いものなどは強塩にされる。

## 原理
強塩は、塩の浸透脱水作用を利用して、水分の多い食材から水分を抜いて旨味成分を凝縮させるときに使われる方法で、元々は保存のために使われていた。この際、食材に大量の塩分が浸透するため、食べるときは塩抜きしてから使うことが多い。
同時に、塩が浸透するにつれて、内部の水分と一緒にぬめりや脂分が抜かれて、生臭みを取り除くことができる。そして、塩のタンパク質を変性させる作用によって、タンパク質を早く凝固させる効果もある。